# Ждярски планини
Ждярските планини (на чешки: Žďárské vrchy) е ниска планина в Централна Чехия, в северния район на Чешко-Моравското възвишение, явяващо се югоизточна съставна част на обширния Чешки масив. Максимална височина връх Девет скали 836 m, издигащ се в централната ѝ част. Изградена е предимно от гранити. Разработват се находища на графит, гранит и др. Има развита гъста речна мрежа, която на север, запад и югозапад принадлежи към водосборния басейн на река Лаба) – Лоучна, Новоградка, Доубрава, Сазава и др., а на изток и юг – към водосборния басейн на река Морава (ляв приток на Дунав) – Свратка, Лоучна, Ослава и др. Склоновете ѝ са покрити с иглолистни гори, в които се извършва регулиран дърводобив и пасища, върху които се развива пасищно животновъдство.